# 新佩列杰尔基诺区
新佩列杰尔基诺区（俄語：район Ново-Переделкино）是莫斯科西行政区的一区，面积8.48平方公里，人口122,058人。新佩列杰尔基诺站、博罗夫斯克公路站和佩列杰尔基诺站位于该区。